# Eremithallus
Eremithallus är ett släkte av svampar. Eremithallus ingår i familjen Eremithallaceae, ordningen Eremothallales, klassen Lichinomycetes, divisionen sporsäcksvampar och riket svampar.
| Eremithallus | \| \| Eremithallus costaricensis \| \| \| \| |
|              | \| \| Eremithallus costaricensis \| \| \| \| |
|              | Eremithallus costaricensis                   |
|              |                                              |

|  | Eremithallus costaricensis |
|  |                            |